# Зайцев Сергій Іванович
Сергі́й Іва́нович За́йцев (25 вересня 1902, село Горовастиця Щучинської волості Осташковського повіту Тверської губернії, тепер Осташковського міського округу Тверської області, Російська Федерація — 1975, тепер Україна) — киргизький радянський діяч, 1-й секретар Тянь-Шаньського та Ошського обласних комітетів КП(б) Киргизії, секретар ЦК КП(б) Киргизії з будівництва та будівельних матеріалів. Депутат Верховної ради Киргизької РСР 1-го скликання.

## Життєпис
Народився в селянській родині.
З 1922 року служив прикордонником.
Потім працював інженером, був на господарській роботі в місті Ленінграді.
Член ВКП(б) з 1929 року.
До 1938 року — інструктор, партійний організатор ЦК КП(б) Киргизії.
У червні 1938 — 16 жовтня 1939 року — 1-й секретар Тянь-Шаньського окружного комітету КП(б) Киргизії.
16 жовтня 1939 — березень 1940 року — 1-й секретар Організаційного бюро ЦК КП(б) Киргизії по Тянь-Шаньській області.
У березні 1940 — травні 1941 року — 1-й секретар Тянь-Шаньського обласного комітету КП(б) Киргизії.
25 квітня 1941 — 20 травня 1942 року — секретар ЦК КП(б) Киргизії з будівництва та будівельних матеріалів.
У 1943—1944 роках — 1-й секретар Ошського обласного комітету КП(б) Киргизії.
У 1944 — 1962 року — 1-й секретар Павлоградського міського комітету КП(б) України Дніпропетровської області.
Подальша доля невідома. Помер у 1973 або 1975 році.

## Нагороди та звання
- орден Трудового Червоного Прапора (23.01.1948)
- орден «Знак Пошани» (31.01.1941)
- медалі
- Почесний громадянин міста Павлограда Дніпропетровської області (1967)